# Mitchell Hepburn
Mitchell Frederick Hepburn (né le 12 août 1896 et mort le 5 janvier 1953) est un homme politique canadien (ontarien). Il est le chef du Parti libéral de l'Ontario de 1930 à 1942 puis de 1944 à 1945. Il a été le premier ministre de l'Ontario, au Canada, de 1934 à 1942. Il fut le plus jeune premier ministre dans l'histoire de l'Ontario, élu à l'âge de 37 ans. Il était franc-maçon .

## Biographie
Il est né dans le comté de Elgin Country le 12 août 1896 près de la ville de Saint-Thomas.

## Carrière politique
Mitchell reçoit l'aide du bloc de députés progressistes de Harry Nixon, qui participent à l'élection sous la bannière libérale-progressiste avec l'entente qu'ils appuieront un gouvernement dirigé par lui-même lors de l'élection ontarienne de 1934.

## Premier ministre

### Affaire quintuplées Dionne

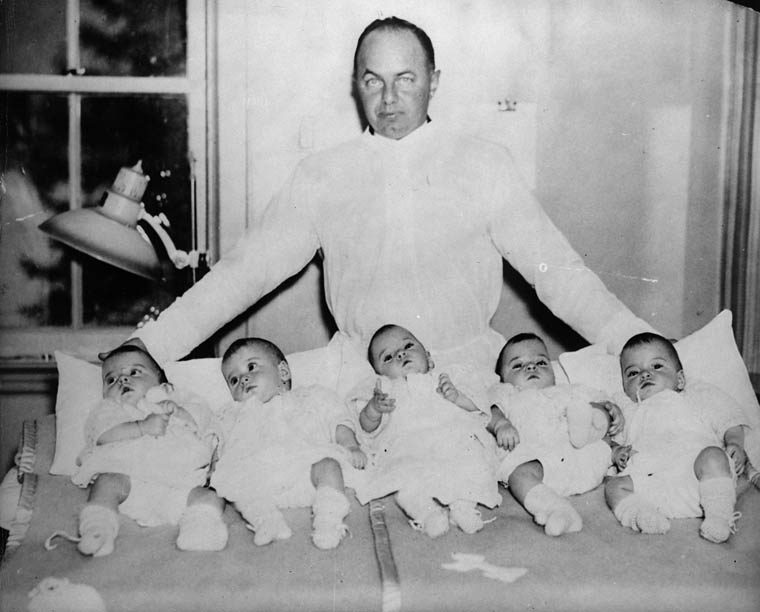
Mitchell Hepburn et les quintuplées Dionne en 1934

Mitchell fut mêlé à cette affaire de la garde des cinq bébés Dionne qui avaient été retirés à leurs parents, initialement pour une tutelle de deux ans.

## Politique fédérale
Mitchell démissionne soudainement en octobre 1942 à cause de sa querelle avec le premier ministre fédéral William Lyon Mackenzie King qui divisait le cabinet de Hepburn et menaçait l'unité de son parti. Il annonce qu'il demeure en tant que chef du parti et choisit Gordon Daniel Conant comme nouveau premier ministre.

## Retour à la politique ontarienne
Il retourne à la politique provinciale de l'Ontario pour mettre fin au pouvoir au Parti progressiste-conservateur de l'Ontario pour mettre au pouvoir au Parti libéral et en deuxième reprise il est devenu chef du parti libéral de l'Ontario en 1944 et remporte sans opposition la course à la direction d'avril 1945, mais il remporte pas l'élection ontarienne de 1945.

## Décès
Mitchell meurt à l'âge de 56 ans le 5 janvier 1953 à Saint-Thomas une ville dans le comté d'Elgin en Ontario.